# Итё, Тихару
Тихару Итё (яп. 伊調 千春, род. 6 октября 1981) — японская спортсменка, занимающаяся вольной борьбой. Трёхкратная чемпионка мира, двукратная вице-чемпионка олимпийских игр. Старшая сестра четырёхкратной олимпийской чемпионки Каори Итё.

## Карьера

### Олимпийские игры 2004 года
На олимпийских играх 2004 года в финале уступила украинке Ирине Мерлени.

### Олимпийские игры 2008 года
На олимпийских играх 2008 года в финале уступила канадке Кэроле Хвин.